# Frank Wallitzek

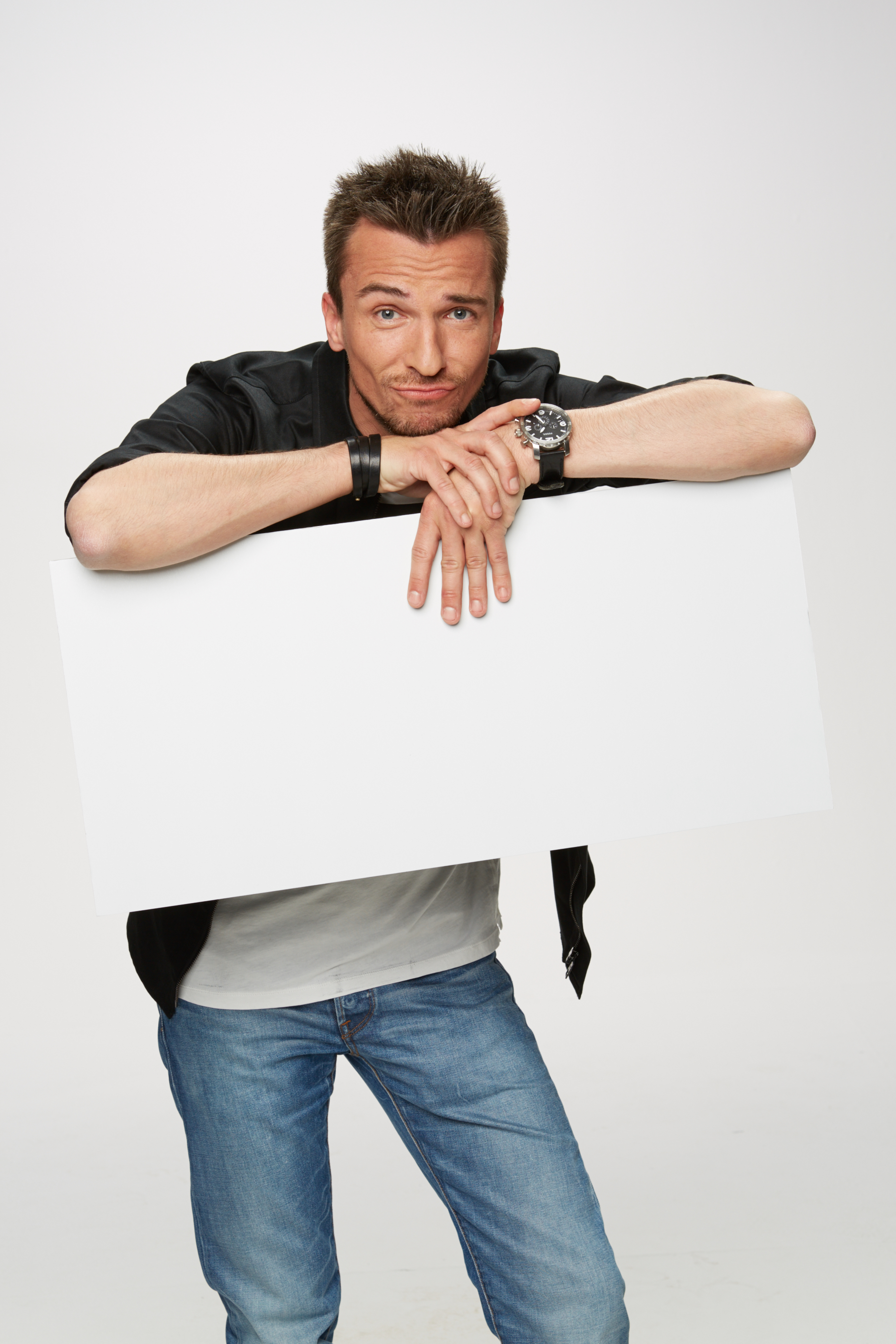
Frank Wallitzek (2017)

Frank Wallitzek (* 15. November 1977 in Aachen) ist ein deutscher Hörfunkmoderator.

## Leben und Wirken
Frank Wallitzek wuchs in Aachen auf. Im Alter von 13 Jahren moderierte er erste Radiosendungen bei den ostbelgischen Radiosendern Radio Euro, Radio Fantasy Raeren und war einer der jüngsten Radiomoderatoren mit eigener Sendung. 1998 volontierte er beim Aachener Stadtsender Radio Aachen und arbeitete später als Redakteur und Musikchef dort. Mit seiner Morningshow Theißen und Wallitzek, später Pauls und Wallitzek wurde der Sender mehrfach Marktführer, die Sendung wurde 2002 von der Landesanstalt für Medien Nordrhein-Westfalen mit dem Hörfunkpreis in der Kategorie „Beste Moderation“ ausgezeichnet. Er wurde außerdem 2008 für den deutschen Medienpreis „Goldener Prometheus“ in der Kategorie „Radiojournalist des Jahres“ nominiert.
2003 wechselte Frank Wallitzek zu Radio Salü in Saarbrücken und moderierte dort die Morningshow WALLITZEK & CO., bevor er 2005 zurück nach Aachen ging. Es folgten Morningshows bei Radio Kiepenkerl in Dülmen und Moderationen bei Radio NRW in Oberhausen und Radio WMW in Borken. Zwischendurch war Frank Wallitzek zudem auf dem digitalen Fernsehsender TechniTipp-TV mit eigener Sendung zu sehen; UPDATE – Das Computer- und Internetmagazin wurde europaweit ausgestrahlt.
Seit Anfang 2008 ist Frank Wallitzek als Redakteur, stellvertretender Chef vom Dienst und Moderator beim zweitgrößten NRW-Lokalradio Radio Bonn/Rhein-Sieg angestellt, wo er in Bonn und dem Rhein-Sieg Kreis zunächst von 15–20 Uhr in der Sendung Drivetime zu hören war. Seit Anfang 2009 moderiert er die Morningshow Radio Bonn/Rhein-Sieg am Morgen, montags bis freitags von 6 bis 10 Uhr. Bis Anfang 2010 moderierte er samstags zudem landesweit bei Radio NRW die Sendung  Soundcheck – Die Ü 30 Radioparty. Im November 2012 gewann Frank Wallitzek zusammen mit seinem Moderationskollegen Volker Groß den LfM-Hörfunkpreis in der Kategorie Beste Unterhaltung, vier Jahre später erneut den LfM-Hörfunkpreis als Bester Moderator. Am 17. September 2021 kündigte er via Instagram an, aus persönlichen Gründen im Zusammenhang mit der Flutkatastrophe im Ahrtal bis auf Weiteres als Moderator bei Radio Bonn/Rhein-Sieg zu pausieren.
Von August bis Oktober 2012 moderierte Wallitzek als freier Moderator bei Antenne AC, dem Radio für die Städteregion Aachen, die Feierabendsendung Antenne AC am Nachmittag (15–18 Uhr), die Show Antenne AC am Wochenende (Sa/So 9–12 Uhr) und das Sportradio Antenne AC Aktivzeit, teils in Verbindung mit der Alemannia-Aachen-Liveberichterstattung (Sa–So 13–18 Uhr).
Ab dem 6. September 2014 moderierte Frank Wallitzek jeden Samstag beim hessischen Privatradio Hit Radio FFH von 13 bis 18 Uhr die Sendung Wallis Wunderbares Wochenende und war damit erstmals in ganz Hessen und angrenzenden Bundesländern zu hören. Am 30. April 2020 gab Wallitzek via Instagram das Ende seiner Tätigkeit bei Hit Radio FFH bekannt.
2021 gründete Wallitzek ein Webradio mit dem Namen Wallis wunderbares Webradio, welches aktuell als Musiksender ein durchgehendes Programm ausstrahlt. 
Frank Wallitzek wohnte von 2008 bis 2010 in Bonn-Bad Godesberg im Ortsteil Muffendorf, zwischen 2010 und 2011 lebte er im Stadtteil Schweinheim, vom Spätsommer 2011 bis zum Sommer 2017 wohnte er in Unkel. Er lebt in Kasbach-Ohlenberg, wo er auch im Besitz eines Weinbergs ist.